# Giuseppe De Notaris
Giuseppe De Notaris (Milaan, 18 april 1805 – Rome, 22 januari 1877) was een Italiaans botanicus, die zich specialiseerde in de studie van cryptogamen.
Hij studeerde medicijnen aan de universiteit van Pavia en behaalde zijn diploma in 1830. Hij wijdde zich vanaf 1832 echter aan de plantkunde. Hij werd aangesteld aan de botanische tuin van Turijn in 1836 en enkele jaren later werd hij hoogleraar plantkunde en directeur van de botanische tuin aan de universiteit van Genua (1839). In 1872 werd hij hoogleraar plantkunde aan de universiteit van Rome.
Op taxonomisch gebied stelde hij onder meer de ascomycetenfamilie Hypocreaceae voor (1845) en beschreef de ascomycetengeslachten Acanthostigma, Bacidia, Buellia, Hypoderma en Rosellinia.  Hij is ook de binominale auteur van orchideeënsoorten waaronder de vergeten tongorchis (Serapias neglecta). Samen met Antonio Bey Figari beschreef hij een aantal soorten uit de familie der Poaceae.
Soorten met de soortaanduiding notarisiana of notarisii zijn naar hem genoemd.

## Werken (selectie)
- Musci Mediolanenses, Collecti et Editi a Josepho Balsamo et Josepho De Notaris, 1833-1838 (met Giuseppe Gabriel Balsamo-Crivelli)
- Prodromus Bryologiae Mediolanensis, 1834 (met G. G. Balsamo-Crivelli)
- Muscologiae Italicae Spicilegium, 1837
- Syllabus Muscorum in Italia, 1838
- Florula Caprariae sive enumeratio plantarum in insula Capraria, 1839 (met Giuseppe Giacinto Moris)
- Repertorium Florae Ligusticae, 1844
- Musci Italici auct. J. De Notaris. Particula. 1. Trichostomacei - gen. Tortula, 1862
- Elementi per lo Studio delle Desmiiacee Italiche, 1867
- Epilogo della briologia italiana, 1869

Hij schreef ook bijdragen voor het standaardwerk Erbario Crittogamico Italiano (1858-1885).